# Camping Shaâbi
Camping Shaâbi was het negende album van de Belgische band Think of One. Het album verscheen in 2007.

## Tracklist[1]
1. J'étais jetée (2007 version)
2. Mon verre
3. Wereld ni
4. Opressor
5. Gnawa power (2007 version)
6. Fantôme
7. Hamdushi five
8. Mon verre revient
9. Où tu vas? (2007 version)
10. Trap het af (2007 version)
11. Sharia Orabi (2007 version)
12. Camping Shaâbi
13. Antwaarpse Shaâbi (2007 version)
14. Alela minena (2007 version)

## Meewerkende muzikanten
- Abdelkebir Bensalloum (guinbri, zang)
- Alê Oliveira (zang)
- Amina Tcherkich (percussie, zang)
- Annelies Brosens (zang)
- Brahim Attaeb (zang)
- Carolina de Renesse (zang)
- David Bovée (gitaar, keyboards, zang)
- Eric Morel (saxofoon)
- François Faure (Rhodes, synthesizer)
- Ghalia Benali (zang)
- Glenn Magerman (flügelhorn, trompet)
- Hakim Bouanani (oûd, percussie, viool)
- Hicham Bouanani (keyboards, percussie)
- Jorunn Bauweraerts (zang)
- Kabourra Nmiyech (zang)
- Lalabrouk Loujabe (percussie, zang)
- Lucie de Renesse (zang)
- Marc Hollander (piano)
- Mustapha Bourgogne (zang)
- Nathalie Delcroix (zang)
- Pitcho Bovée (zang)
- Roel Poriau (drums, percussie, programmatie)
- Thomas De Prins (hammondorgel)
- Tobe Wouters (gefluit, trombone)
- Tomas De Smet (achtergrondzang, basgitaar, contrabas, synthesizer)
- Véronique Vincent (zang)